# ایوان گریدو (بازیکن فوتبال، زاده ۱۹۹۰)
ایوان گریدو (انگلیسی: Iván Garrido؛ زادهٔ ۲ فوریهٔ ۱۹۹۰) بازیکن فوتبال اهل اسپانیا است.